# Bugsuk
Bugsuk ist eine philippinische Insel in der südwestlichen Sulusee etwa 8 km östlich der Südspitze der Insel Palawan.

## Geographie
Die Insel grenzt im Westen an Pandanan und ist dicht bewachsen. Ansiedlungen finden sich an der Nordwestküste und nahe der Ostküste.